# Rheingauer Gebück-Wanderweg

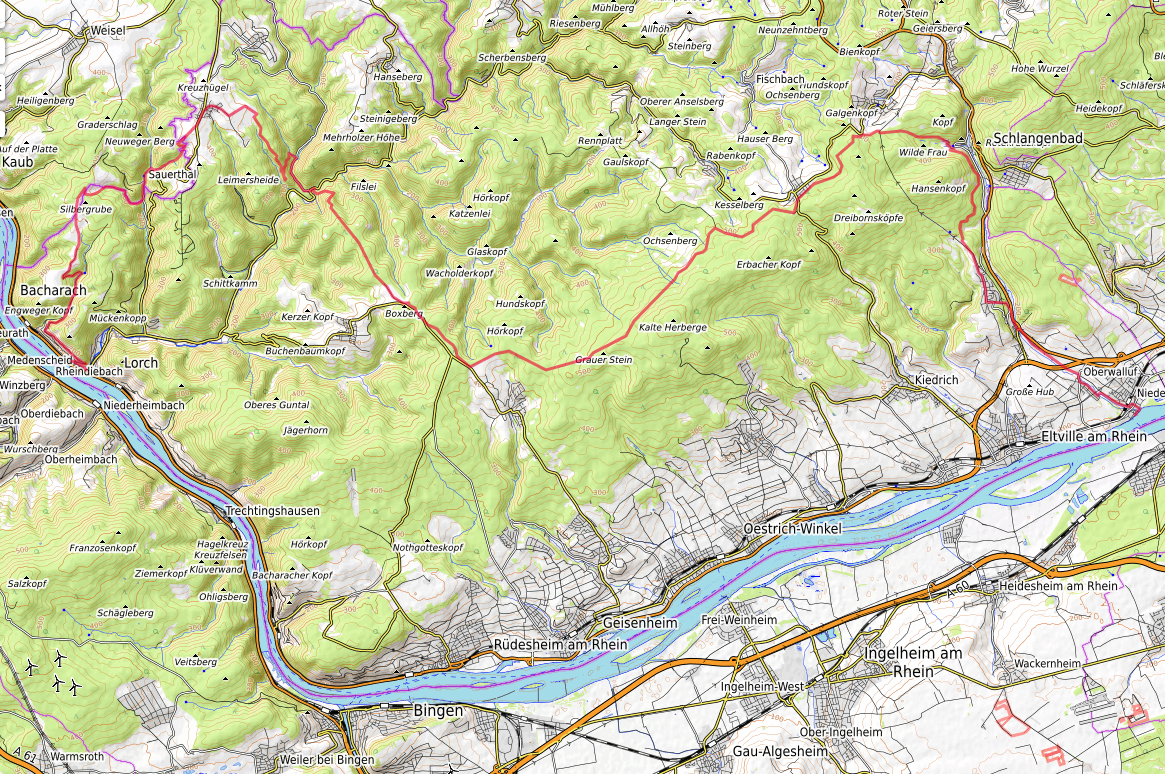
Verlauf des Weges (rot)

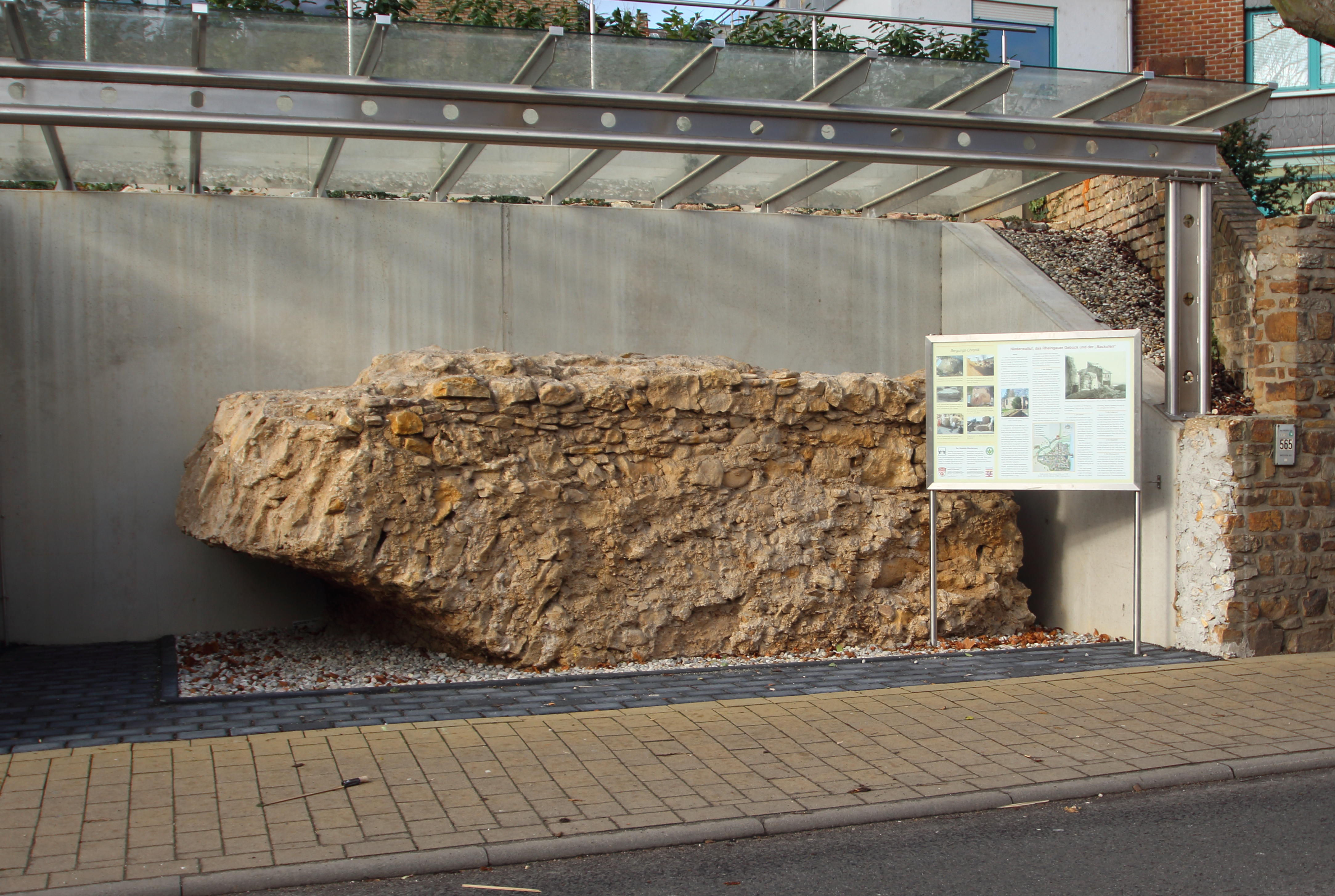
Überreste des Bollwerks Backofen in Niederwalluf

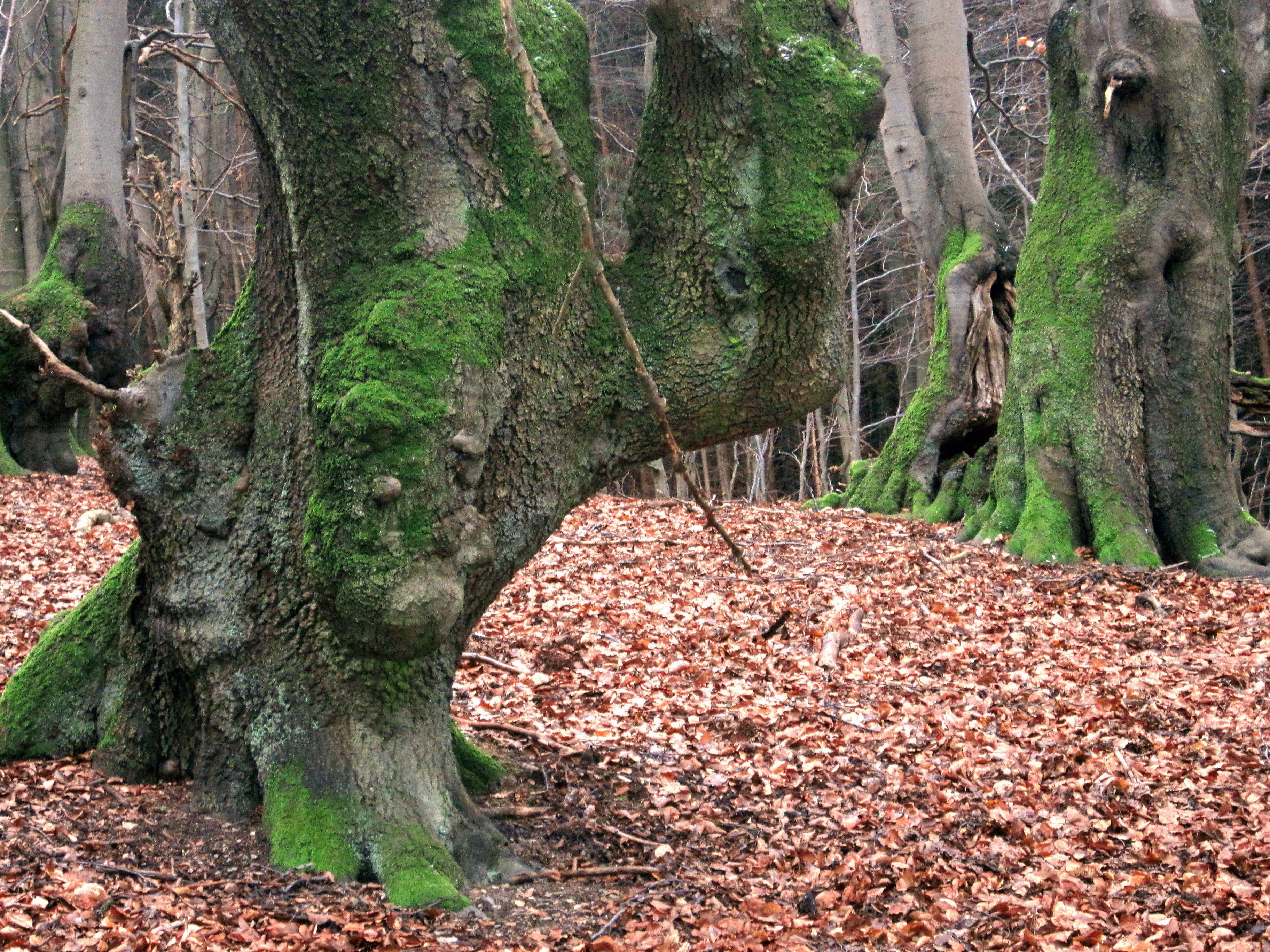
Alte Gebückbäume am Wolfsrück

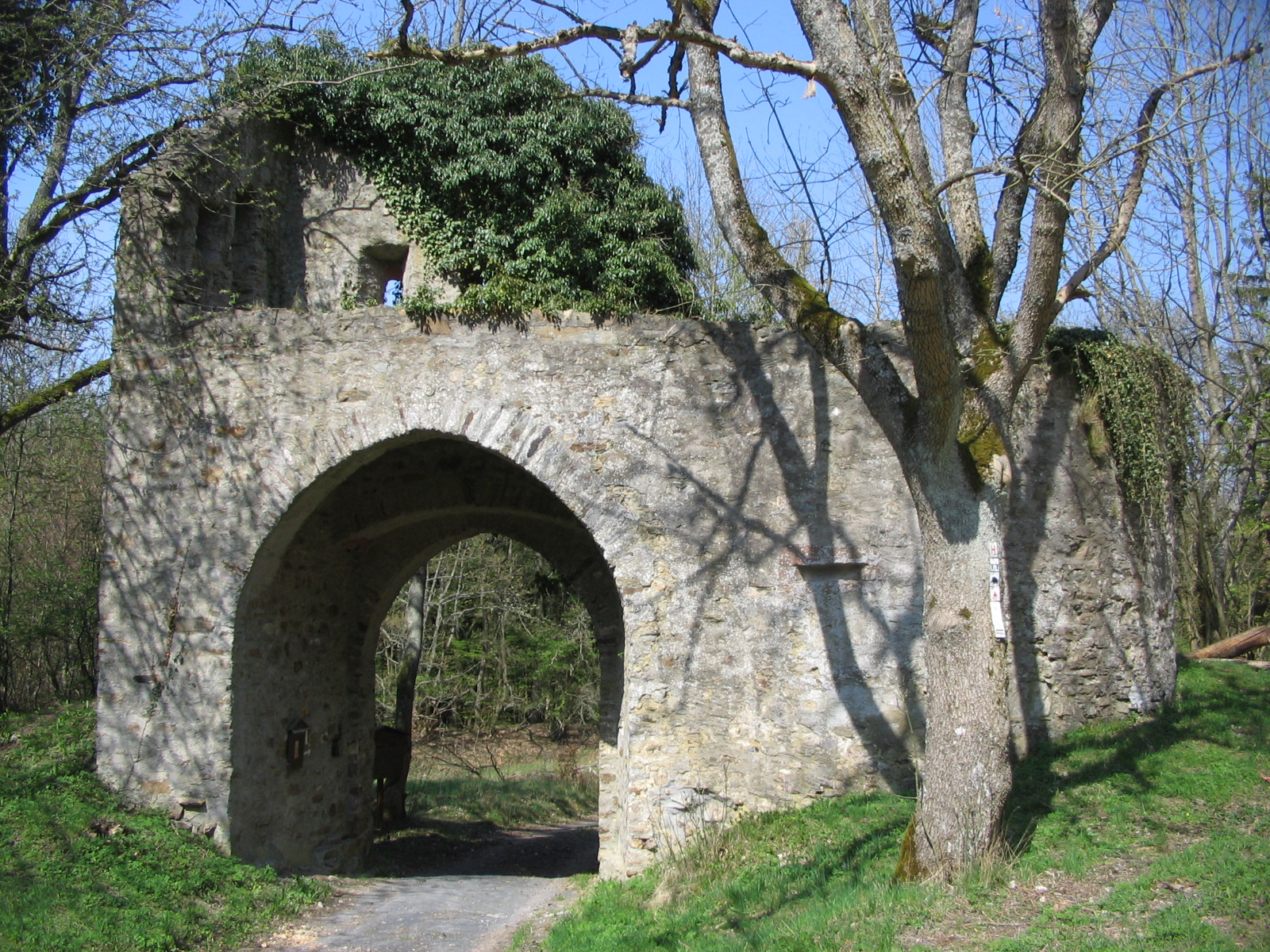
Ehemaliges Bollwerk Mapper Schanze

Der Rheingauer Gebück-Wanderweg ist ein rund 50 Kilometer langer Wanderweg im Naturpark Rhein-Taunus. Beginnend in Niederwalluf folgt er ungefähr dem Verlauf der alten Landwehr Rheingauer Gebück bis zur Wispermündung in Lorch. Der im Jahr 2000 durch den Zweckverband Naturpark Rhein-Taunus eingerichtete Wanderweg erläutert mit Infotafeln an 21 Stationen historische Informationen zum Rheingauer Gebück und führt an den wenigen verbliebenen Zeugnissen des Gebücks vorüber. Markiert ist der Weg mit zwei stilisierten schwarzen Gebückbäumen auf weißem Grund.

## Rheingauer Gebück
Das Rheingauer Gebück war eine aus „gebückten“, also geknickten oder gebogenen, Hain- und Rotbuchen bestehende Grenzsicherung, die über Jahrhunderte den Rheingau schützte. Die Ursprünge des Gebücks sind nicht genau bekannt. In einer Urkunde aus dem Jahr 1347 bestätigt Gerlach von Nassau als Erzbischof von Mainz den Grafen von Nassau Rechte zu jagen „uber lant uff den Rin mit zu der hecken“, wobei mit hecken das Gebück gemeint sein dürfte. 1771 wurde die Rheingauer Landwehr aufgegeben und das Gebück verschwand nach und nach bis auf wenige Reste.

## Verlauf
Beginnend in der Haselnussgasse in Niederwalluf, wo sich gleich die erste Station des Wanderwegs befindet, folgt der Weg der ehemaligen Mauer, die vom Rhein her kommend als Teil des Gebücks die östliche Grenze des Rheingaus sicherte. Reste der Mauer sind in der Nähe des Viaduktes zu finden. Von den zwei Bollwerken Stock und Oestricher Bollwerk sowie den vier Pfortenhäusern, die die Mauer durchschnitten, ist heute nichts mehr erhalten. Reste des Bollwerks Backofen wurden in der Hauptstraße wieder freigelegt, eine Schautafel informiert zusätzlich über die ehemalige Befestigung.
Nun geht es über Oberwalluf durch das Walluftal (Station 3) auf einem unbefestigten Weg bis Martinsthal. Hier befand sich das Bollwerk am Molkenborn (Station 4), welches die Stadt nach Nordwesten sicherte. Im Dreißigjährigen Krieg durchbrachen 1631 schwedische Soldaten das Bollwerk und eroberten den Rheingau.
Von Martinsthal aus folgte das Gebück ursprünglich etwa dem Verlauf der heutigen Bundesstraße 260 in Richtung Norden, der Wanderweg führt jedoch zunächst über Rauenthal. Am dortigen Rathaus befindet sich Station 5. Am Ortsende geht es weiter über die Große Straße, einem alten Höhenweg der von Eltville nach Kemel im Taunus führte, hinab in Richtung Schlangenbad. In der Nähe des Parkplatzes an der B 260 (Station 6) stand das ehemalige Bollwerk Klingenpforte, dass 1822 abgerissen wurde. In Schlangenbad führt ein Weg von der Nassauer Allee zu einem Parkplatz mit Station 7. Dem Weg folgend stößt man auf die Reste der ehemaligen Schanze am Sauerwasserpfad (Station 8). Über den Sauerwasserpfad wurde im 18. und 19. Jahrhundert Mineralwasser aus Bad Schwalbach nach Eltville gebracht.
Von hier aus geht es weiter nach Hausen vor der Höhe. Am Ortsrand entlang führt der Weg über die Landstraße 3035 Richtung Kiedrich zum Parkplatz Förster-Bitter-Eiche (Station 9). Auf der Passhöhe lag das Hausener oder auch Kiedricher Bollwerk. Vom Parkplatz aus geht es über die asphaltierte Hinderlandswaldstraße durch den Wald zum Ruheplatz Phillips Ruh. Ein Stichweg führt zu alten Gebückbäumen am Wolfsrück (Station 10). Diese Bäume, alles Rotbuchen, sind mit die letzten der ursprünglichen Gebückbäume. Da sie nach 1771 nicht mehr gebückt und ihre Kronen nicht mehr ausgehauen wurden, wuchsen sie über der verdickten alten Bückstelle in die Höhe. Obwohl die Bäume schon sehr lückig sind, lässt sich hier die ehemalige Breite des Gebücks erahnen.
Zurück zum Hauptweg findet sich an der Kreuzung Ruh-Platz die Station 11. Das Bollwerk Bosenhahn oder auch Bossenhain war hier in der Nähe, der genaue Standort ist heute jedoch nicht mehr bekannt. Auf dem nun folgenden Weg geht es vorbei am Mapper Hof (Station 12) bis zur Ruine der Mapper Schanze (Station 13). Der halb zerfallene Torturm mit einem anschließenden Rondell stammt aus dem Jahr 1494, nach Aufgabe des Gebücks wurde die Schanze noch bis 1913 als Forsthaus genutzt. Kurz nach der Mapper Schanze endete das Gebück, das dem Rheingau vorgelagerte Ernstbachtal und der Hinterlandswald galten als so unwegsam, dass von dort keine Gefahr drohte.
Weiter geht es über die Waldkreuzung Sieben Wegweiser (Station 14) bis zum Bordekreuz an der Landstraße 3272 von Stephanshausen nach Presberg (Station 15). Zwischen dem Bordekreuz und der nun folgenden Station 16 Bollwerk Weißer Thurm (heute Forsthaus Weißenthurm) begann das Gebück wieder als durchgehende Hecke.
An Presberg vorbei geht es über die Ruinen der Kammerburg auf steilem Pfad hinunter ins Wispertal. Am Gasthaus Kammerburg (Station 17) überquert man die Wisperstraße und folgt der kleinen Kreisstraße 625 durch das Werkerbachtal Richtung Wollmerschied. Nach einem knappen Kilometer biegt man links ins Dolsitbachtal ein. Der Weg führt nun über die Ruinen der Burgen Rheinberg und Blideneck (Station 18) nach Ransel, wo ein Abstecher zum Landmuseum Ransel lohnt. Am südlichen Ortsausgang führt rechts ein Weg hinunter nach Sauerthal. Am Friedhof von Sauerthal liegt Station 19. Nach dem Friedhof geht es rechts über einen steil ansteigenden Weg in ein Bachtal. Der Weg folgt dem Bach, bis er auf der Höhe auf die mittelalterliche Weiseler Straße (Station 20) stößt, dem alten Verbindungsweg von Lorch über Weisel nach Nastätten.
Nun geht es bergab, bis der Weg oberhalb von Lorchhausen auf den Rheinsteig trifft. Weiter in Lorch wird schließlich an der Mündung der Wisper in den Rhein der Endpunkt an einem Parkplatz erreicht, an dem auch die letzte Station zu finden ist.

## Anschlüsse an Fernwanderwege
Der Gebück-Wanderweg verläuft teilweise auf den Strecken des Europäischen Fernwanderweges E3 und des Rheinhöhenweges.

## Karten
- Topographische Freizeitkarte Rheingau 1:25 000, herausgegeben vom Hessischen Landesamt für Bodenmanagement und Geoinformationen 2011